# Stüssy
Stüssy ist eine Bekleidungsmarke, die in den frühen 1980er Jahren von Shawn Stussy gegründet wurde. Die Firma ist eine von vielen, die vom Aufschwung des „Surfwear-Trends“ profitierte. Heute ist sie eine in der Hip-Hop- und Streetwearszene beliebte Marke.

## Geschichte
Das markendefinierende Logo der Marke entstand 1980, als Shawn Stussy begann, seinen Nachnamen auf selbst hergestellte Surfbretter zu schreiben. In der Folge nutzte er das Logo auch auf T-Shirts, Hosen und Kappen, die er in der Gegend um Laguna Beach verkaufte.
1984 taten sich Stussy und sein Freund Frank Sinatra Jr. (keine Verbindung zum Sänger) zusammen, um die Kleidung zu verkaufen. Die Firma expandierte 1988 nach Europa und öffnete später eine Boutique in SoHo, New York City und in den gesamten 1990er Jahren weitere erfolgreiche Standorte. Der Umsatz  erreichte 1991 17 Millionen und 1992 20 Millionen US-Dollar. 1992 wurde die Marke in den gesamten Vereinigten Staaten sowie im Ausland in spezialisierten Boutiquen neben anderen teuren „California Lifestyle“-Produkten verkauft.
1996 trat Shawn Stussy von seinem Amt als Präsident der Firma zurück und verkaufte seinen Firmenanteil an Sinatra. Das Unternehmen ist bis heute im Besitz der Sinatra-Familie. Laut der Firmenwebsite wird die Bekleidung in Europa, Asien, den Vereinigten Staaten, Kanada und Australien verkauft.

## Stil
Stüssy ist heute eine der großen Marken der Streetwear-, Skater-, Surfer- und Hip-Hop-Szene. Sie wird weltweit von vielen Prominenten der genannten Szenen getragen und beworben. Auch in der Punkszene erreichte Stüssy eine gewisse Popularität.